# Поточка џамија
Поточка џамија, позната и као Хаџи Первизова џамија, џамија је која се налази у Бањој Луци, у главном граду Републике Српске. Џамија је такође позната као и Хаџи Первизова или Нова џамија. Име је добила по потоку који се налази у близини. Изграђена је 1630. године и налази се на списку Националних споменика Босне и Херцеговине. Била је срушена током рата 1993. и тренутно је у реконструкцији.

## Локализација
Џамија се налази у Мејдану, градској четврти у Бањој Луци, на десној обали Врбаса јужно од центра града, који се знатно развио након изградње објекта. Поточка џамија се прецизније налази у улици Патријарха А. Чарнојевића, на углу улице Карабеговића и Дедића.

## Историја
Поточку џамију изградио је Хаџи Первиз, отомански достојанственик пореклом из Бање Луке. Изграђена је пре 10. маја 1630. године у градској четврти Мала Чаршија, на земљишту које је Хаџи Первиз наследио од својих родитеља. Грађевински акт показује да је Хаџи Первиз такође изградио седам продавница за одржавање и рад џамије, укључујући пекару са 3600 акчи капитала, место за јело и фабрику свећа. Поред је такође био и лимар, берберин и бакалин. Године 1635. изградио је још четири радње.

## Архитектура
Џамија је била најмања џамија у Бањој Луци. Карактеристична је по минерату од дрвета, високе куле са куполама на врху. Главни улазни простор је био 5,50×5,50 m, док је габарентна мера била 7,00×10,50 m. Трем су подуприрала четири дрвена стуба.